# Ma'in
Ma'in var ett kungarike i Sydarabien i nuvarande norra Jemen som bildades av minéerna omkring år 400 f.Kr. Riket låg norr om de samtidigt grundade rikena Saba, Qataban och Hadramawt.
Riket var baserat främst på handel och dominerade omvärldens karavanvägar. Där fanns två städer, huvudstaden Qarnaw vid östra delen av Wadi Al-Jawf och Yathill söder därom vars murar fortfarande finns kvar. Riket inlemmades i det sabeiska riket under andra århundradet f.Kr.